# Fujenti
L'espressione fujenti descrive quelle persone che corrono o camminano seguendo un rituale nell’ambito di manifestazioni o feste legate alla tradizione popolare e ispirate al poplifugio, una celebrazione degli antichi Romani il cui elemento tipico era la simulazione evocativa di una fuga del popolo dopo il sacrificio effettuato nel comizio.

## Tipologie di fujenti

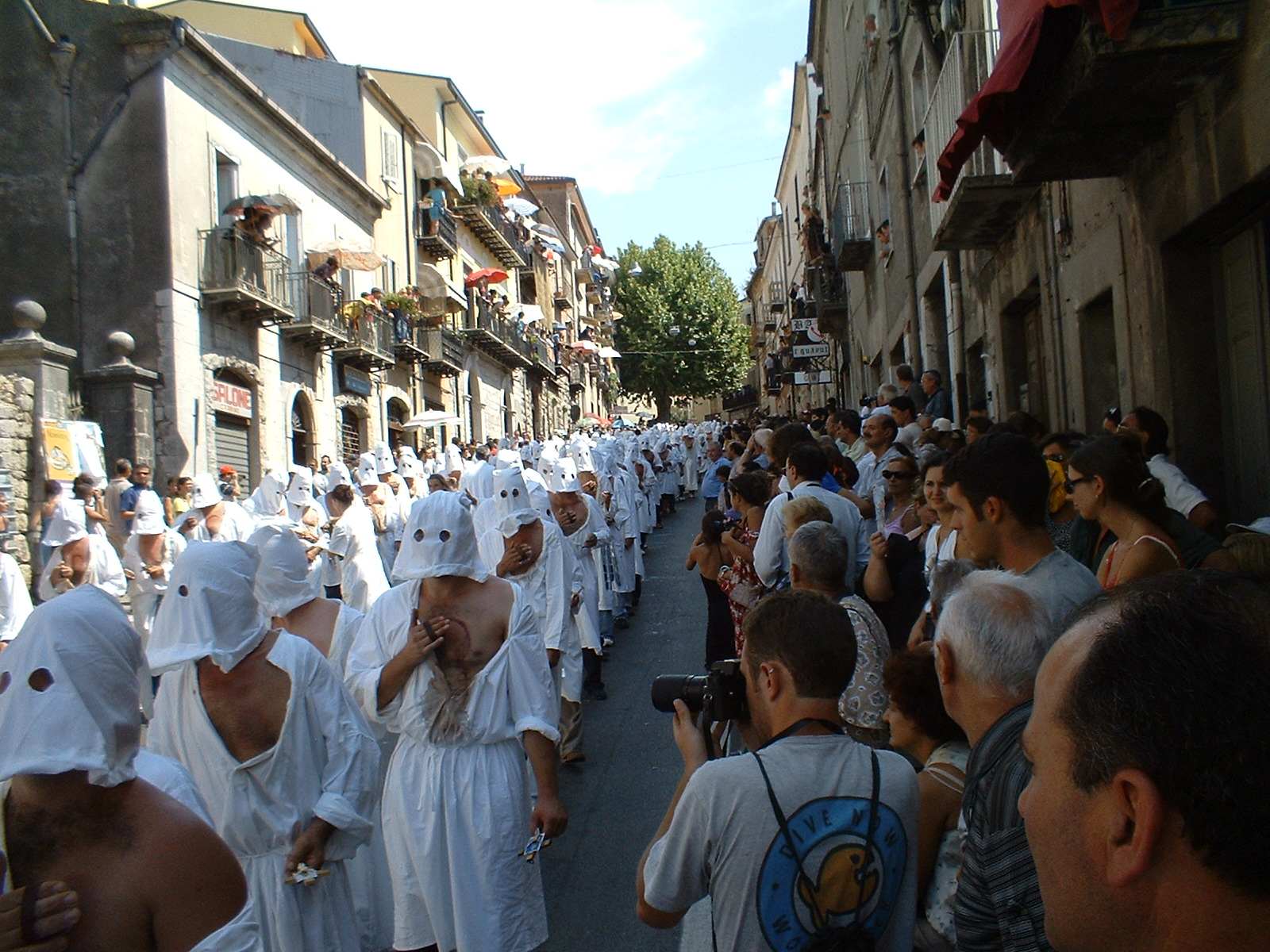
I battenti durante i Riti settennali di Guardia Sanframondi

Esistono vari gruppi di fujenti in Italia. Un elemento in comune a tutti i fujenti è la messa in scena in occasione di eventi come le feste patronali di una corsa (in alcuni casi a passo lento), che assume caratteristiche e connotati diversi a seconda del gruppo e dei rituali della tradizione che questo segue. Tra i principali gruppi di fujenti si annoverano i fujenti di San Severo (noti per la corsa al seguito di esplosioni pirotecniche) e i fujenti della Madonna dell'Arco (anche conosciuti come battenti).
Il fenomeno e la tradizione dei fujenti si è diffuso anche al di fuori dell'Italia, come testimonia l'esistenza di gruppi esteri di fujenti, tra cui i fujenti olandesi.

## Fujenti della Madonna dell'Arco (Napoli)
I fujenti devoti al culto della Madonna dell'Arco si caratterizzano per il noto pellegrinaggio all'omonimo santuario effettuato nel lunedì di Pasqua, durante il quale indossano dei caratteristici abiti bianchi con dettagli cromatici che richiamano i colori della patrona locale. In questo caso la corsa del fujente è rappresentata dal pellegrinaggio stesso, che vede ogni anno migliaia di pellegrini locali e forestieri seguire il tradizionale percorso verso il santuario.

## Fujenti di San Severo
A San Severo, in provincia di Foggia, è presente un'altra espressione del fenomeno dei fujenti. Nella città dell'Alto Tavoliere, infatti, si celebrano ogni anno diverse feste religiose, tra cui in particolare quella patronale del Soccorso, e durante le processioni sono incendiati degli spettacoli pirotecnici noti come batterie, che consistono nell'esplosione in sequenza di colpi di intensità e frequenza crescenti: i fujenti seguono in maniera ravvicinata il percorso di tali detonazioni in una vera e propria corsa (fujenti da fujë appressë 'u fochë, correre vicino al fuoco) che simboleggia la liberazione dal male e nella quale non sono infrequenti i feriti. 
I fujenti di San Severo sono costituiti da gruppi più o meno organizzati di decine o centinaia di persone a seconda della grandezza dello spettacolo pirotecnico, i quali seguono freneticamente il percorso di tali manifestazioni pirotecniche che spesso accompagnano le processioni dei santi patroni locali. Al termine della corsa le bruciature sugli indumenti causate dalle esplosioni simboleggiano la partecipazione e la vicinanza alla corsa stessa.
Nel tempo sono nate e si sono sviluppate diverse organizzazioni di fujenti, spesso impegnate nel sociale, come lo storico gruppo della Banana Fujente, uno dei primissimi gruppi organizzati di fujenti.